# داجمار
داجمار (بالإنجليزية: Dagmar)‏ هي مغنية أمريكية، ولدت في 24 مارس 1955.